# Jacques Duquesne
Jacques Duquesne (ur. 22 kwietnia 1940 w Marcinelle, zm. 8 grudnia 2023) – belgijski piłkarz występujący podczas kariery na pozycji bramkarza.

## Kariera klubowa
Podczas piłkarskiej kariery Jacques Duquesne występował w klubie ROC Charleroi-Marchienne i ARA La Gantoise.

## Kariera reprezentacyjna
W 1970 Jacques Duquesne uczestniczył w mistrzostwach świata. Na mundialu w Meksyku był trzecim bramkarzem i nie wystąpił w żadnym meczu. Nigdy nie zdołał zadebiutować w reprezentacji Belgii.